# Péndulo Studios
Péndulo Studios (произн. «студия Пе́ндуло») — частная компания, которая специализируется на разработке компьютерных игр в жанре квеста. Располагается в столице Испании, Мадриде. Среди наиболее известных проектов — трилогия Runaway, а также игра The Next BIG Thing, которая вышла в 2011 году.

## История компании
Компания Péndulo Studios была основана в 1994 году. Основатели компании — Рафаэль Латигуи, Рамон Эрнаес и Фелипе Пенила.
Первой игрой студии стал квест Igor: Objective Uikokahonia, выпущенный в год основания компании. Сюжет игры рассказывает о приключениях вполне заурядного американского ученика колледжа по имени Игорь (англ. Igor), который тайно влюблён в самую красивую девушку школы — Лауру. Случайно он узнаёт, что Лаура и его соперник на любовном фронте Филлип собираются в романтическое путешествие на райский островок Уикокахона. Игорь отправляется туда, чтобы нарушить планы Филлипа. Однако предварительно нужно завершить начатые дела: сдать экзамены по биологии, написать эссе и найти денег для дальнейшего перелёта, так как у Игоря проблемы не только с учёбой, но и с финансами.
Вторая игра студии, Hollywood Monsters, выпущенная в 1997 году, рассказывает историю двух недолюбливающих друг друга и постоянно соперничающих между собой журналистов — Рона Эшмана и Сью Бергман. Во вступлении игры редактор говорит Рону о «Бале Монстров» — светском событии, вечеринке, которую устраивают в поместье продюсера Отто Гановера монстры, которые снимаются в голливудских триллерах. Рону необходимо попасть туда, но Сью тоже хочет доказать, что является хорошим журналистом, поэтому она тайно отправляется на вечеринку, чтобы сделать свой материал.
2001 год ознаменовался выходом третьей игры компании, квеста Runaway: A Road Adventure, рассказывающий историю Брайана Баско и Джины Тимминс. Вскоре после этого компания увеличилась до 12 человек. 
В 2007 году вышло продолжение игры — Runaway 2: The Dream of the Turtle.
В 2009 году состоялся релиз третьей части — Runaway 3: A Twist of Fate. Игры трилогии получали высокие оценки от специализированных изданий.
В 2011 году вышла игра The Next BIG Thing (в русской локализации — «Новый хит»). «Новый хит» рассказывает о журналистах Дэне Мюррее и Лиз Аллер. В интервью сценарист компании замечает, что игра имеет некоторые точки соприкосновения со второй игрой Péndulo — Hollywood Monsters: «The Next Big Thing — эволюция Hollywood Monsters. Обе игры имеют одну отправную точку, схожий мир и похожие локации, но теперь всё по-другому и гораздо лучше. (...) The Next BIG Thing — вызов самим себе, это игра, которая способна доказать, стали ли мы лучше, чем десять лет назад. И ответ, несомненно, да: мы создали лучшую из наших игр, у меня нет сомнений». Примечательно, что при издании в Испании, игра была названа издателем Hollywood Monsters 2. Традиционно для игр студии, она получила высокие оценки специализированной прессы.
Также в 2011 году было объявлено о разработке новой игры студии — Yesterday, выполненной в стиле триллера. Выход состоялся 22 марта 2012 год (в России игра официально вышла на несколько дней раньше).
В ноябре 2016 года вышла новая игра компании — Yesterday Origins.
В 2019 году вышла новая игра компании, Blacksad: Under the Skin (сюжет основан на серии комиксов «Блэксад»).

## Разработанные игры
- 1994 — Igor: Objective Uikokahonia (ПК)[1]
- 1997 — Hollywood Monsters[англ.] (ПК)[2]
- 2001 — Runaway: A Road Adventure (ПК)[3]
- 2006 — Runaway 2: The Dream of the Turtle (ПК, Wii, Nintendo DS)[4]
- 2009 — Runaway 3: A Twist of Fate (ПК, Mac, Nintendo DS)[5]
- 2011 — The Next Big Thing  (ПК, Mac, iOS)[6]
- 2012 — Yesterday (ПК, Mac, iOS)[11][9][10]
- 2012 — Hidden Runaway (iOS; позже выпущена на ПК)
- 2016 — Yesterday Origins[англ.] (ПК, Mac, PlayStation 4, Xbox One, iOS)[12]
- 2019 — Blacksad: Under the Skin (ПК, Mac, PlayStation 4, Xbox One, Nintendo Switch)
- 2021 — Alfred Hitchcock — Vertigo (ПК, Mac, PlayStation 4, PlayStation 5, Xbox One, Nintendo Switch)
- 2023 — Tintin Reporter — Cigars of the Pharaoh[англ.] (ПК, Mac, PlayStation 4, PlayStation 5, Xbox One, Nintendo Switch)